# Spielregel
Unter Spielregel verstehen Spielwissenschaft und Spielpädagogik eine verpflichtende Vorgabe, die den Ablauf eines Spiels regelt.

## Kennzeichen
Eine Spielregel kann sich als eine vor Beginn des Spiels miteinander festgelegte Übereinkunft oder als eine kodifizierte Normensetzung darstellen, an die sich alle Mitspieler zu halten haben. Zuwiderhandlungen gelten als „Regelverstöße“ und werden nach dem ebenfalls vereinbarten Reglement geahndet. Mitspieler, die häufiger oder sogar mutwillig gegen die Regeln verstoßen, beschädigen das Spiel und gelten entsprechend als „Spielverderber“.
Kodifizierte Regeln, die meist in schriftlicher Form vorliegen, sind absolut bindend. Das gilt z. B. für fast alle Spiele, die in Turnierform bzw. als nationale und internationale Wettkämpfe ausgetragen werden, etwa die großen Sportspiele Fußball, Handball, Eishockey oder Schach. Bei offenen Spielen mit mehreren Varianten, bei informellen Gesellschaftsspielen, bei Straßenspielen oder sämtlichen Spielen im pädagogischen Bereich können die Spielenden andererseits die Regeln entsprechend den aktuellen Gegebenheiten (etwa Ort, Zeit, Spielerzahl) und Vorlieben miteinander aushandeln und flexibel verändern. So bekommt etwa das bekannte Gesellschaftsspiel Mensch ärgere Dich nicht einen anderen (verbindlicheren) Regelcharakter, wenn es nicht in einer lockeren familiären Feierabendgestaltung, sondern auf Landes- und Weltmeisterschaften in einem hochrangigen Wettspiel mit Leistungscharakter organisiert wird.

## Inhalt von Spielregeln
Je nach Spielart und Spielgedanke lassen sich unterschiedliche Festlegungen treffen, sogar neue Spiele aus einer Spielidee entwickeln. Dabei kann etwa die Veränderung folgender Komponenten für Abwechslung im Spielgeschehen und zur Anpassung an die speziellen Spielbedürfnisse dienen:
- Spielgerät, Ort und Maße des Spielfeldes, Zeitrahmen
- Spielgedanke, Spielziel (Wettspiel, Gewinnspiel, Kooperationsspiel u. a.)
- Anzahl und Zuordnung der Mitspieler im Spielgeschehen
- Charakter der Aktionen (Einzelspiel, Partnerspiel, Parteien-/Mannschaftsspiel)
- Spieleinleitung, Spielabläufe, Spielende
- Sanktionen bei Spielverstößen

Flexible Regeländerungen haben vor allem im pädagogisch orientierten oder zu medizinischen bzw. psychologischen Zwecken eingesetzten Spiel eine große Bedeutung. So kann beispielsweise der Wettkampfcharakter und damit verbundene Stress durch eine Partnerkonstellation gemildert, können jüngeren Mitspielern Sonderkonditionen eingeräumt, können Spielstrafen der Mentalität der Spielenden angepasst werden.

## Beispiele
Spiele lassen sich in vielfältigen Formen abwandeln. Beispiele dafür sind etwa die Parteienspiele Ball-über-die-Schnur und Völkerball:
- „Ball-über-die-Schnur“ oder „Schnurball“ ist ein Bewegungsspiel, das sich an jedem Ort, mit jeder Art Mitspieler, als Partnerspiel oder in größeren Parteiengruppierungen, mit unterschiedlichem Spielgerät, unter verschiedenen Leistungsansprüchen vom einfachen Kleinkinderspiel am Wohnzimmertisch bis zum hochrangigen Sportspiel in Form eines Volleyball-, Faustball- oder Tennisspiels durchführen lässt, wenn das Regelwerk dazu entsprechend verändert wird.[4][5][6]

- „Völkerball“ oder „Zweifelderball“ ist ein Ballspiel, das mittels entsprechender Regelvarianten eine veränderte Zahl von Mitspielern, unterschiedliche Ballformen, Spielfelder und Spielfeldgrößen oder verschiedene Spielgedanken als Wettspiel oder Kooperationsspiel zulässt. Es kann als Urlaubsvergnügen am Strand gespielt, zu pädagogischen Zielvorstellungen genutzt, aber auch als hochklassiges Meisterschaftsspiel ausgetragen werden.[7] Die Ressentiments[8] gegen dieses sehr alte Straßenspiel erweisen sich als abwegig und unberechtigt, wenn es Spielleiter und Spielende kraft erworbener Kompetenz verstehen, das Spiel zu entideologisieren und die gegebenen Möglichkeiten einer flexiblen Gestaltung des Spielgedankens und der Spielregeln wahrzunehmen.[9][10][11]

## Sinn von Spielregeln
Komplexe Spielformen konstituieren sich durch Regeln, die einen Rahmen des erlaubten Handelns schaffen und die formalen Abläufe festlegen. Die Regelvorgabe soll für alle Mitspieler gleiche Chancen sicherstellen. Regelverstöße dürfen keinen unlauteren Vorteil ermöglichen, sondern müssen im Gegenteil durch festgelegte Sanktionen zu Nachteilen führen. So bestehen eindeutige Bedingungen für einen fairen Wettbewerb, und der Spielerfolg muss reell erspielt werden.
Spiele um Meisterschaften auf hohem spielerischem Niveau charakterisieren sich daher durch ein minutiös ausgearbeitetes verbindliches Regelwerk, dessen Einhaltung durch einen Spielleiter oder Schiedsrichter überwacht wird.

## Spezielle Spielregeln
- Spiele vom Typ Nomic erlauben explizit die Änderung von Spielregeln durch die Spieler. Es handelt sich hierbei um selbstreferenzielle Spiele.
- Ziel mancher Spiele ist es, die Spielregel, die nur dem Spielführer bekannt ist, durch Versuch und Irrtum erst herauszufinden. Beispiel: „Eleusis“, bzw. „New Eleusis“ von Robert Abbott.

## Regelfähigkeit
Kleinkinder spielen noch ohne feste Regeln. Ihr Spiel konzentriert sich auf das bloße Wahrnehmen, Ausprobieren und Genießen von Funktionen. Sie streben noch keine reflektierten Spielziele an, sondern folgen einfach ihrem angeborenen Spieltrieb. Die Spielwissenschaft spricht daher von sogenannten Funktionsspielen. Die Fähigkeit, Regeln zu verstehen und einzuhalten, ist nicht von Natur aus gegeben, sondern muss lernend zu einer Fertigkeit ausgebildet werden. Sie wächst normalerweise mit zunehmendem Alter in einem pädagogisch begleiteten Sozialisationsprozess: Im Laufe des Grundschulalters entsteht nach Einsiedel ein Regelbewusstsein, das sich zunächst als „heterogene Moral“, d. h. von außen herangetragene moralische Spielgestaltung, herausbildet. Diese wird nach Warwitz/Rudolf mit zunehmender Bewusstseinsreife nach und nach durch eine „autonome Moralvorstellung“ abgelöst, die das Verändern und eigenständige Setzen von Regeln für das eigene Spiel ermöglicht: „Mit etwa zehn Jahren haben Kinder den Entwicklungsstand erreicht, mit dem sie Spielregeln in ihrem Sinn voll begreifen können.“ Mit diesem Begreifen verbindet sich die Erkenntnis, dass Regeln ein Wesenselement anspruchsvollen Spielens sind und ihre Einhaltung für das Gelingen eines sozial verträglichen fairen Spiels unerlässlich sind.

## Spielregel und Regelspiele
Im Laufe der Spielentwicklung beim Kinde gehen die einfacher strukturierten Funktions-, Symbol- und Rollenspiele allmählich in die komplexen Regelspiele über. Das Spielmotiv erschöpft sich nicht mehr im Prozess des Spielens. Als weiterer Anreiz tritt der Wunsch hinzu, im Spiel ein Ergebnis zu erzielen. „Es ist kennzeichnend für das Regelspiel, dass in ihm eine Aufgabe enthalten ist.“ Indem sich das Kind im Spielgeschehen bestimmten Regeln unterwirft, sich Grenzen setzt, innerhalb derer es agieren darf, erhöht es die Spielansprüche. Dies geschieht zunächst rein intuitiv. Bis zu einer echten „Verinnerlichung der Regeln“ (Warwitz/Rudolf) bedarf es noch eines weiteren, vor allem pädagogisch/didaktisch begleiteten kognitiven und moralischen Reifungsprozesses.

## Metaphorische Verwendung
Der Begriff „Spielregel“ wird auch außerhalb eines Spielrahmens im Sinne einer allgemein anerkannten Verhaltensnorm oder Konvention verwendet. In dieser übertragenen Bedeutung wird beispielsweise von der „Geltung“ oder der „Einhaltung von Spielregeln“ gesprochen, wenn damit ausgedrückt werden soll, dass die „üblichen“ Gepflogenheiten in einem Bereich oder einer Einrichtung (Demokratie, Diplomatie, Firma usw.) einzuhalten sind. Nach Jean Piaget zeigt sich das Entdecken der Regelbedürftigkeit im allgemeinen sozialen Umgang eng mit den Erfahrungen des einzelnen Kindes im anspruchsvoller werdenden Spiel verbunden.